# Kunsthandwerk

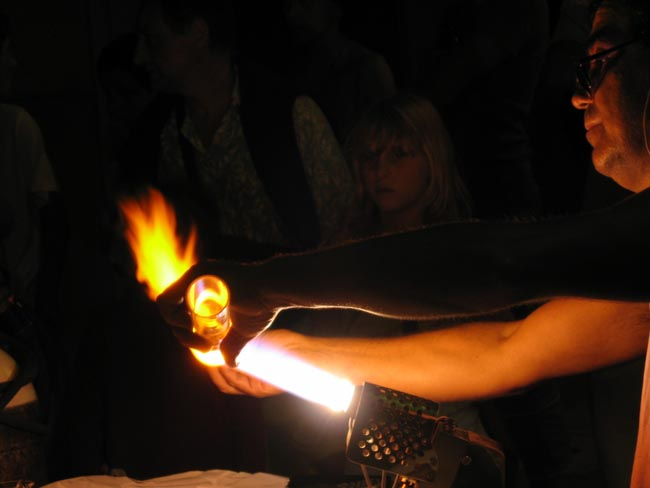
Typisches Kunsthandwerk:
die Glasbläserei

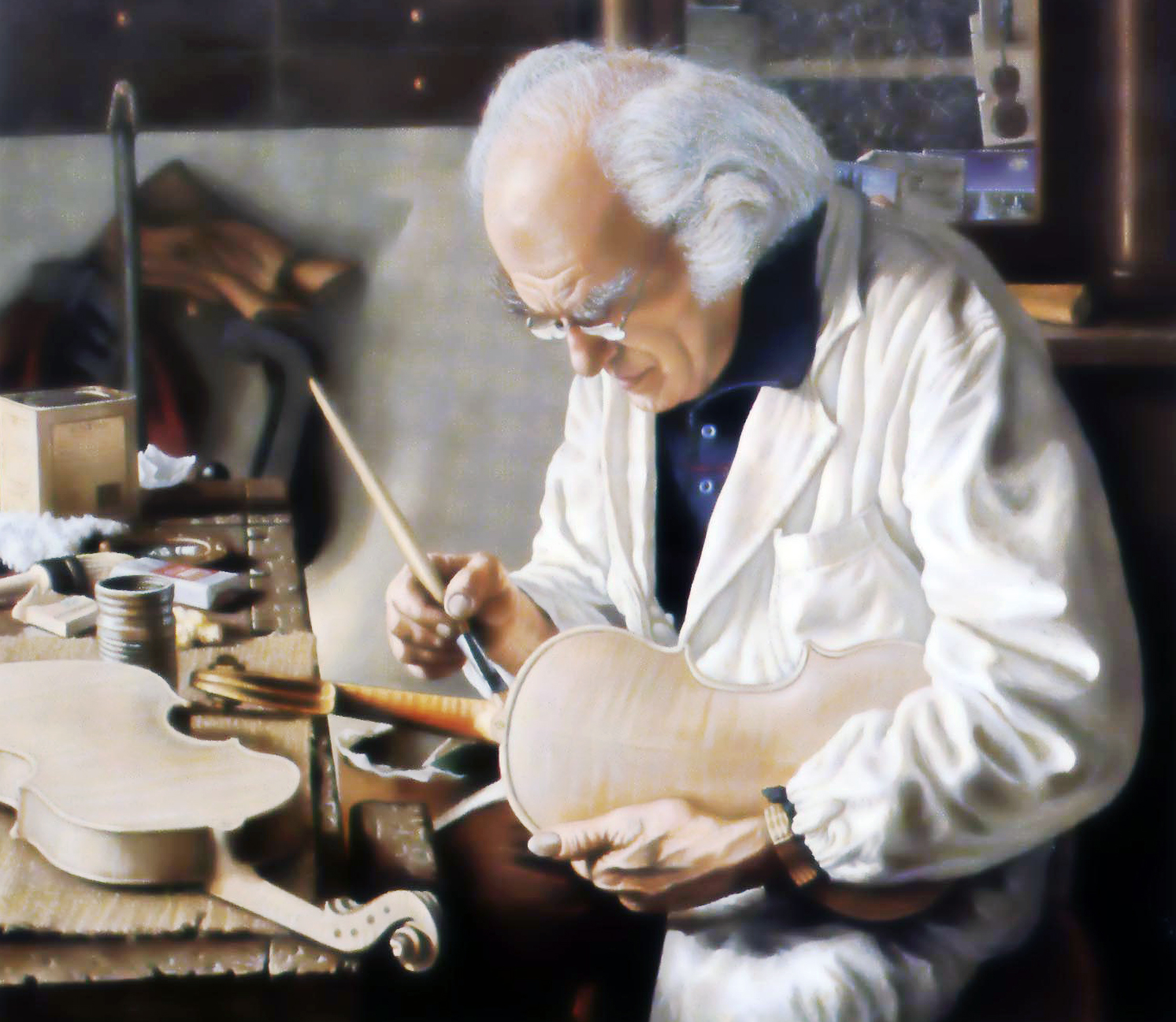
Typisches Kunsthandwerk:
der Musikinstrumentenbau

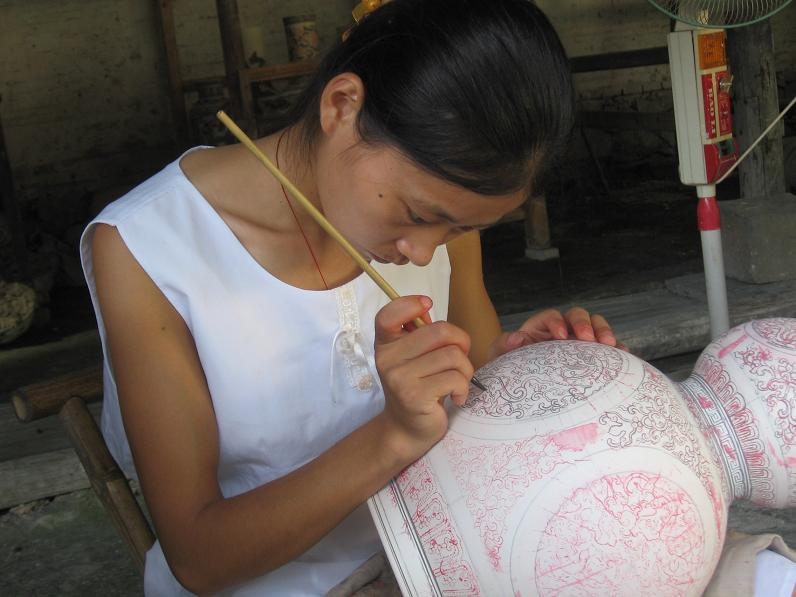
Typisches Kunsthandwerk:
die Porzellanmalerei

Kunsthandwerk steht für jedes Handwerk, für dessen Ausübung künstlerische Fähigkeiten maßgebend und erforderlich sind. Die Produkte des Kunsthandwerks sind in eigenständiger handwerklicher Arbeit und nach eigenen Entwürfen gefertigte Unikate (Autorenprodukte).
Das Kunsthandwerk wird, wie das verwandte Kunstgewerbe, der angewandten Kunst zugeordnet. Es ist jedoch mit dem Kunstgewerbe, das Gebrauchsgegenstände auch in Serie, maschinell und nach fremden Entwürfen reproduziert erzeugt, nicht gleichzusetzen.
Unabhängig vom künstlerischen Qualitätsanspruch und der Fertigungsweise hat sich der Begriff „Kunsthandwerk“ als Sammelbegriff für sowohl kunsthandwerkliche als auch kunstgewerbliche Produkte aus aller Welt durchgesetzt.
In der DDR wurde der staatliche Titel Anerkannter Kunsthandwerker vergeben.

## Begriffsklärung
Der Begriff „Kunsthandwerk“ wurde, nachdem die Metiers der Maler, Buchmaler, Glasmaler, Glasbläser, Graveure, Bildhauer, Gold- und Silberschmiede, Schnitzer, Möbelschreiner, Drechsler, Weber, Instrumentenbauer, Bildwirker, Töpfer und dergleichen jahrhundertelang als reines Handwerk betrachtet worden waren, erst in jüngerer Zeit ausgeprägt.
In Frankreich vollzog sich eine erste Trennung der Handwerker durch den Ausbruch der heute bildende Künstler genannten Maler und Bildhauer aus der Communauté des maîtres peintres et sculpteurs de Paris. Dieser Bruch wurde im Jahr 1647 durch die Gründung der Académie royale de peinture et de sculpture besiegelt.
Die fortschreitende Entwicklung kunstgewerblicher Serienproduktionen, die seit dem 18. Jahrhundert mit der Industrialisierung der Manufakturen einherging (siehe beispielsweise: Oberkampfs 1760 gegründete Toile-de-Jouy-Manufaktur), veranlasste die künstlerisch tätigen Handwerker, unter Verweis auf die gestalterische Qualität ihrer Werke und die Einzelstückanfertigung für eine Abgrenzung zum traditionellen Handwerk einzutreten.
Die Kombination der Worte „Kunst“ und „Handwerk“ betont die qualitativen und quantitativen Werte handwerklicher Arbeit in Abgrenzung zu den seriellen und massenhaft reproduzierbaren Erzeugnissen der Industrie.
Der Begriff Kunsthandwerk hebt – im Vergleich zur Kunst – das handwerkliche und technische Interesse hervor. In der Erhaltung traditioneller handwerklicher Techniken übernimmt das Kunsthandwerk eine wichtige Aufgabe: Materialität, Verarbeitung und Ästhetik der Formgebung spielen eine wichtige Rolle, wobei tiefergehende autonome geistige Prozesse in den Hintergrund treten. Vorwiegend bleibt das Schaffen in funktionalen und angewandten Bereichen. Häufig werden Gestaltungen und ästhetische Interessen angewandt, um insbesondere Gebrauchsartikel aufwerten zu können.
Im Unterschied zu Designern, die vorwiegend Prototypen für Serien- und Massenproduktion entwerfen, handelt es sich bei Kunsthandwerk vorwiegend um Unikate und Kleinserien, die manuell angefertigt sind. Auch sind meist Gestalter und praktisch Ausführender (Hersteller) ein und dieselbe Person.
Die Definition des Begriffes Kunsthandwerk deckt sich weitestgehend mit den englischen Bezeichnungen Arts and Crafts im 19. Jahrhundert und Studio Crafts im 20. Jahrhundert.

## Begriffsbildung
Der Begriff „Kunstgewerbe“ wurde in der zweiten Hälfte des 19. Jahrhunderts geprägt. Er entwickelte sich im Prozess der Industrialisierung, bei dem das Handwerk seine bisherige Stellung bei der Produktion von Waren an die Verlage, die Manufakturen und Fabriken verlor.
Die 1869 in Deutschland eingeführte Gewerbefreiheit markierte dabei nur den Abschluss einer Entwicklung größerer Zentralisierungsbestrebungen, die bereits im 18. Jahrhundert mit der Reformierung der Reichshandwerksordnung begannen und nach dem Ende des Siebenjährigen Krieges und der Befreiungskriege verstärkt wurden. Diese hoben die noch verbliebenen Privilegien städtischer Innungen auf. Durch den Entzug der Kontrolle über die Märkte verschlechterten sich die Wettbewerbsbedingungen für die stets kapitalschwachen Handwerker, während sich die Produktions- und Absatzmöglichkeiten für die Manufakturen und die sich entwickelnde Industrie im Binnenmarkt weiter verbesserten.
Während die Industrie mit den Prädikaten von Fortschritt und Moderne ausgezeichnet wurde, prägte man das traditionelle „Alte Handwerk“ mit dem Stigma des Konservativen. Mit dem Absatz- und Statusverlust begann der Prozess der Suche nach möglichen, die Existenz sichernden, Auswegen. Einer der Wege führte dazu, sich von der Masse der betroffenen Handwerker abzugrenzen. Als Unterscheidung wurde das ästhetische Kriterium der Kunst im Handwerk gefunden und betont.

### Vereinigtes Königreich
In Europa nahm diese Entwicklung ihren Anfang im Vereinigten Königreich Großbritannien und Irland. Hier hatten, bedingt durch die frühe Industrialisierung, bereits in vielen Bereichen die Produkte industrieller Massenproduktion Einzug gehalten und das traditionelle Handwerk verdrängt.
Die 1851 in London abgehaltene Great Exhibition of the Works of Industry of All Nations offenbarte die in Großbritannien bereits eingetretenen Veränderungen. Neben den ausgestellten technischen Produkten war es der Industrie Großbritanniens in keiner Kategorie, der ästhetische Kriterien zugrunde lagen, gelungen, eine Auszeichnung zu gewinnen. Die Hässlichkeit der Gestaltung und die Schäbigkeit der Ausführung, die mit dem offensichtlichen Einsatz billiger Ersatzmaterialien einherging, waren ein Schock. Einen Eindruck der zeitgenössischen Kritik vermittelt der 1883 von John Ruskin verfasste Kommentar zur Beschreibung des 1852 von William Holman Hunt ausgestellten Gemäldes The Awakening Conscience.
William Morris sah neben anderen Künstlern, die von Ruskin beeinflusst waren, in der Industrialisierung die Gefahr einer Verkrüppelung menschlicher Tugenden wie auch künstlerischer Schaffenskraft. Ein Ausweg wurde in der Rückkehr zum traditionellen individuellen Handwerk gesucht und mit der Künstlerschaft verbunden. Ohne letztlich eine Lösung für die wirtschaftlichen Bedingungen zu finden, die zur bestehenden Situation geführt hatten, traten sie für eine Wirtschaftsethik ein, in deren Mittelpunkt der Mensch stehen sollte. Neben ersten sozialistischen Ideen entwickelte sich die verklärte Vorstellung einer heilen Welt mittelalterlichen Handwerkerdaseins.
Ein Ergebnis, das der ästhetische Schock der Ausstellung 1851 verursachte, führte 1853 zur Gründung des Museum of Ornamental Art bzw. Museum of Manufactures durch einen der Direktoren der Great Exhibition von 1851 Henry Cole. Das ursprüngliche Ziel der Gründung war, eine Sammlung mit den besten historischen Stücken angewandter Kunst in einer Sammlung zu vereinigen und diese zur Hebung des Geschmacks von Produzenten und Konsumenten in Großbritannien öffentlich zugänglich zu machen.
Eine weitere Etappe bildete die 1857 in Manchester abgehaltene Art Treasures Exhibition. Die Ausstellung blieb Exponaten der Bildender und der Angewandter Kunst vorbehalten.

### Österreich
1870 wurde die erste Fachschule für Holzbearbeitung, mit der Bezeichnung „Holzschnitzerei-Schule“, in den Ländern der Monarchie Österreich-Ungarn in Hallein gegründet. In den Folgejahren entstanden zahlreiche weitere Schulen im Bereich des Kunsthandwerks: 1872 in St. Ulrich in Gröden, Südtirol (Holzschnitzerei), 1873 in Hallstatt (Holzschnitzerei) und 1874 Gmunden (Keramik).
Ein großer Impuls zur Gründung von Fachschulen für Steinbearbeitung war der Ringstraßenbau in Wien, so entstanden solche Schulen 1873 in Hallstatt, 1874 in Laas, 1875 in Predazzo, 1880 in Trient, 1884 in Hořice (Böhmen), 1885 in Friedeberg (Schlesien), 1888 in Saubsdorf (Schlesien), 1897 in Hallein und 1902 in Bozen.
In Wien, in Oberösterreich (Haslach) und in Vorarlberg entwickelten sich Ausbildungsstätten im Textilbereich. Die Gestaltung von Tonwaren hatte im 18. und 19. Jahrhundert sein Zentrum in Böhmen, Mähren und Galizien, Fachschulen entstanden in Znaim (Znojmo), Teplitz (Teplice), Tetschen (Dĕčín), Karlsbad (Karlovy Vary) und in Bechin (Bechynĕ), auch in Gmunden und Stoob gab es Keramik-Schulgründungen. Glasfachschulen existierten in Haida (Nový Bor), Steinschönau in Tschechien (diese „übersiedelte“ 1948 nach Rheinbach bei Bonn), Kramsach in Tirol und in Gablonz (Jablonec nad Nisou). In Steyr (Oberösterreich), Ferlach (Kärnten) und in Fulpmes (Tirol) entstanden Fachschulen im Bereich der Metallbearbeitung.

### Deutschland im 19. Jahrhundert
Nach 1880 wurde in Deutschland vielerorts die Tradition des Gesellen und des Meisters wiederbelebt. Gleichzeitig entstanden neue Netzwerke handwerklicher Organisations- und Lobbystrukturen in Städten, auf territorialstaatlicher und nationaler Ebene. Es etablierten sich Handwerkskammern, Handwerksverbände und -vereine neu. Diese Entwicklung war begleitet von symbolischen Handlungen, wie die Wiedereinführung von Begriffen wie dem der Innung.
Weder durch die Propagierung einer konstruierten Tradition, eines beruflichen Ethos ohne wirtschaftliche Grundlage, noch über die gegründeten Strukturen gelang es dem Handwerk, Einfluss auf politische und wirtschaftliche Entscheidungen zu nehmen und eine Rückgewinnung von Einfluss und Privilegien zu erreichen. Der Wettbewerb zur Industrie blieb bestehen.
Um diesem standzuhalten, ging ein Teil des Handwerks dazu über, den Kunstcharakter des Handwerks gegenüber der Industrie zu betonen. Gleichzeitig diente der Verweis dem Zweck der Anhebung des sozialen Status des Kunsthandwerkers und dem Prestigewert seiner Waren gegenüber dem nunmehr einfachen Handwerker und seiner minderen – unkünstlerischen und nur noch handwerklichen – Arbeit.
Diesem Vorgehen lag die Vorstellung zugrunde, dass künstlerische Werte in der handwerklichen Herstellung durch die Bildung des Künstlers dem Werk auf- und eingeprägt werden können. In der frühen Phase von 1870 bis 1880 war die Kunstgewerbe-Bewegung der Auffassung, dass Kunst in allen Produktionsprozessen, sowohl in maschineller, mechanisierter als auch in handwerklicher Arbeit Anwendung finden könne. Einer der Vertreter dieser Ansicht war Alois Riegl.

## Schulen für Kunsthandwerker in Deutschland

Bildungsgänge im deutschen Bildungssystem

### Berufsbildende und berufsweiterbildende Schulen
Diese sortierbare Liste führt berufsbildende und berufsweiterbildende Einrichtungen für Kunsthandwerker auf. Durch einen Klick auf das Kästchen in der ersten Zeile der entsprechenden Spalte können sie nach anderen Kriterien sortiert werden.
Die Liste erhebt keinen Anspruch auf Vollständigkeit.
| Land                | Bildungseinrichtung                                                                                       | Ort                    | Fachrichtung                                 | Berufsbild                                                                | Anmerkungen                                       |
| ------------------- | --- | ---------------------- | -------------------------------------------- | ------------------------------------------------------------------------- | ------------------------------------------------- |
| Baden-Württemberg   | Goldschmiedeschule mit Uhrmacherschule                                                                    | Pforzheim              |                                              | Gold-/Silberschmied, Uhrmacher, Graveur, Edelsteinfasser, Emailleur       | älteste gewerbliche Schule seit 1768 weltweit     |
| Baden-Württemberg   | Gewerbliche Schule Schwäbisch Gmünd Goldschmiedeschule                                                    | Schwäbisch Gmünd       |                                              | Gold-/Silberschmied, Graveur, Edelsteinfasser, Emailleur, Berufskolleg    | Gegründet 1776                                    |
| Baden-Württemberg   | Gottlieb-Daimler-Schule Gewerbliches Schulzentrum Meisterschule für Webtechnik                            | Sindelfingen           |                                              | Weber                                                                     |                                                   |
| Bayern              | Berufsfachschule für Flechtwerkgestaltung, Staatliche                                                     | Lichtenfels            | Flechtwerkgestaltung                         | Flechtwerkgestalter                                                       | einzige deutsche Flechtwerkschule                 |
| Bayern              | Berufsfachschule für Glas und Schmuck, Staatliche                                                         | Kaufbeuren-Neugablonz  |                                              | Glasmaler, Goldschmied, Graveur, Silberschmied                            |                                                   |
| Bayern              | Berufskolleg Glas-Keramik-Gestaltung                                                                      |                        |                                              | Glasgestalter, Keramiker                                                  |                                                   |
| Bayern              | Berufsfachschule für Holzbildhauerei und Schreinerei des Landkreises Berchtesgadener Land                 | Berchtesgaden          | Holzgestaltung                               | Schreiner Holzbildhauer                                                   |                                                   |
| Bayern              | Fachschule für Schreiner und Holzbildhauer des Bezirks Oberbayern Fachakademie für Raum- und Objektdesign | Garmisch-Partenkirchen | Raum- und Objektdesign                       | Raum- und Objektdesigner                                                  |                                                   |
| Bayern              | Fachschule für Keramik Landshut, Staatliche                                                               | Landshut               |                                              | Keramiker                                                                 |                                                   |
| Bayern              | Glasfachschule Zwiesel Staatliches Berufsbildungszentrum für Glas                                         | Zwiesel                | Glasveredelung                               | Glasmaler, Glasschleifer, Glasgraveur, Glasbläser Glasmacher, Glasbildner |                                                   |
| Berlin              | Universität der Künste Berlin                                                                             | Berlin                 |                                              |                                                                           | größte Kunsthochschule Europas, besteht seit 1696 |
| Hessen              | Bundesfachschule des Glaserhandwerkes                                                                     | Hadamar                |                                              |                                                                           |                                                   |
| Hessen              | Erwin-Stein-Schule Hadamar Hessische Staatliche Glasfachschule                                            | Hadamar                |                                              |                                                                           |                                                   |
| Hessen              | Berufs-, Berufsfach- u. Fachschule für edelmetallgestaltende Berufe, (Zeichenakademie Hanau)              | Hanau                  | Metallgestaltung                             | Goldschmied, Silberschmied, Metallbildner, Graveur, Edelsteinfasser       |                                                   |
| Hessen              | Universität Kassel                                                                                        | Kassel                 | Keramik, Möbel-, Textil-Design               |                                                                           |                                                   |
| Nordrhein-Westfalen | Berufsfachschule für Glastechnik und Glasgestaltung                                                       | Rheinbach              | Glasveredelung                               | Glasschleifer/-graveur/-ätzer Glasmaler Kunstglaser                       |                                                   |
| Nordrhein-Westfalen | Fachschule für Metallgestaltung, Städtische                                                               | Solingen               | Metallgestaltung                             |                                                                           |                                                   |
| Rheinland-Pfalz     | Fachschule Keramik                                                                                        | Höhr-Grenzhausen       | Keramik                                      | Gestalter Keramik                                                         |                                                   |
| Sachsen-Anhalt      | Burg Giebichenstein Kunsthochschule Halle                                                                 | Halle (Saale)          | Metall, Glas, Keramik, Buch, Textil, Schmuck | Diplom Kunst, Bachelor und Master Design                                  |                                                   |
| Sachsen             | Westsächsische Hochschule Zwickau                                                                         | Schneeberg             | Holz, Mode, Textil                           | Bachelor                                                                  |                                                   |
| Sachsen             | Westsächsische Hochschule Zwickau                                                                         | Markneukirchen         | Musikinstrumente                             | Bachelor                                                                  |                                                   |

### Einrichtungen der Handwerkskammern
Das Erlernen und Begreifen der Prozesse handwerklicher Gestaltung ist der Schlüssel zu überzeugenden Ergebnissen im Handwerk. In der Beherrschung dieser Prozesse liegt für erfolgreiche Handwerker das Geheimnis der kreativen Neuentwicklung. Gestalter im Handwerk erschaffen ein markantes Profil als Referenz, dass sich der Vergleichbarkeit über den Preis durch nachvollziehbare Qualität und individuelle Fertigung (Unikat) entzieht und vom Serienprodukt abhebt. Die Handwerkskammern der verschiedenen Länder bemühen sich, die hohen Standards aus der Tradition heraus zu pflegen und Handwerker dabei zu unterstützen, auch in Zukunft zeitgemäße und zweckdienliche Gegenstände zu entwickeln und zu vertreiben. Die Kammern unterhalten inzwischen dreizehn Akademien für Gestaltung, darunter:
- Gut Rosenberg – Akademie für Handwerksdesign der Handwerkskammer Aachen
- Werkakademie für Gestaltung und Design in Niedersachsen
- Kasseler Werkakademie für Gestaltung
- Bildungszentrum München – Akademie für Gestaltung und Design
- Akademie Gestaltung im Handwerk Münster
- Akademie des Handwerks in Saarbrücken
- Akademie für Gestaltung im Handwerk in Brandenburg an der Havel.
- Kompetenzzentrum „Gestalter im Handwerk“ Halle (Saale)

Alle Akademien sind bundesweit in einer ARGE organisiert.

## Preise für Kunsthandwerk
- BKV-Preis des bayerischen Kunstgewerbevereins
- Danner-Preis der Danner-Stiftung in Bayern
- manu factum, Staatspreis der nordrhein-westfälischen Landesregierung
- Staatspreis Gestaltung Kunst Handwerk der baden-württembergischen Landesregierung[4]